# 링컨파크 (미시간주)

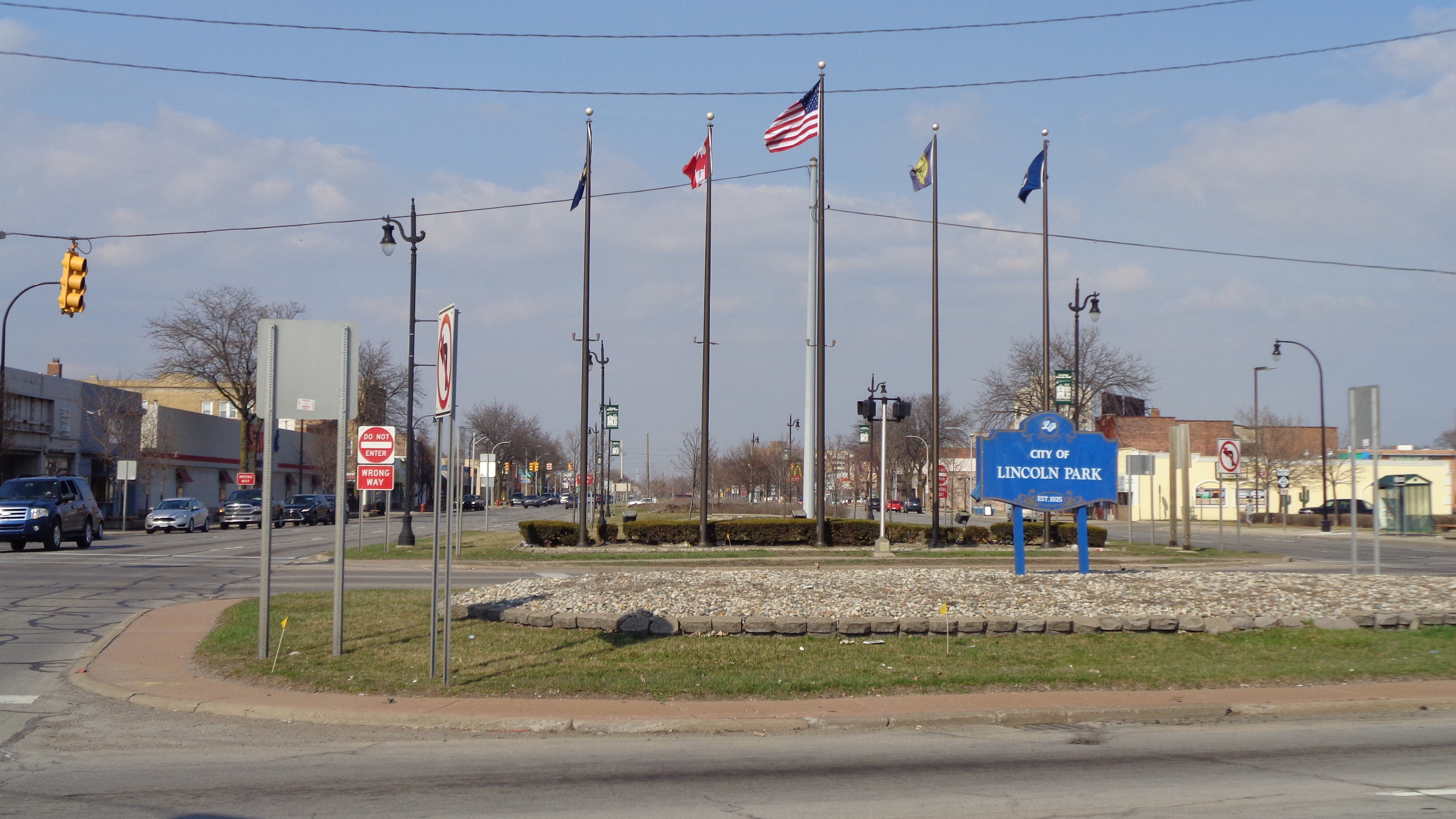

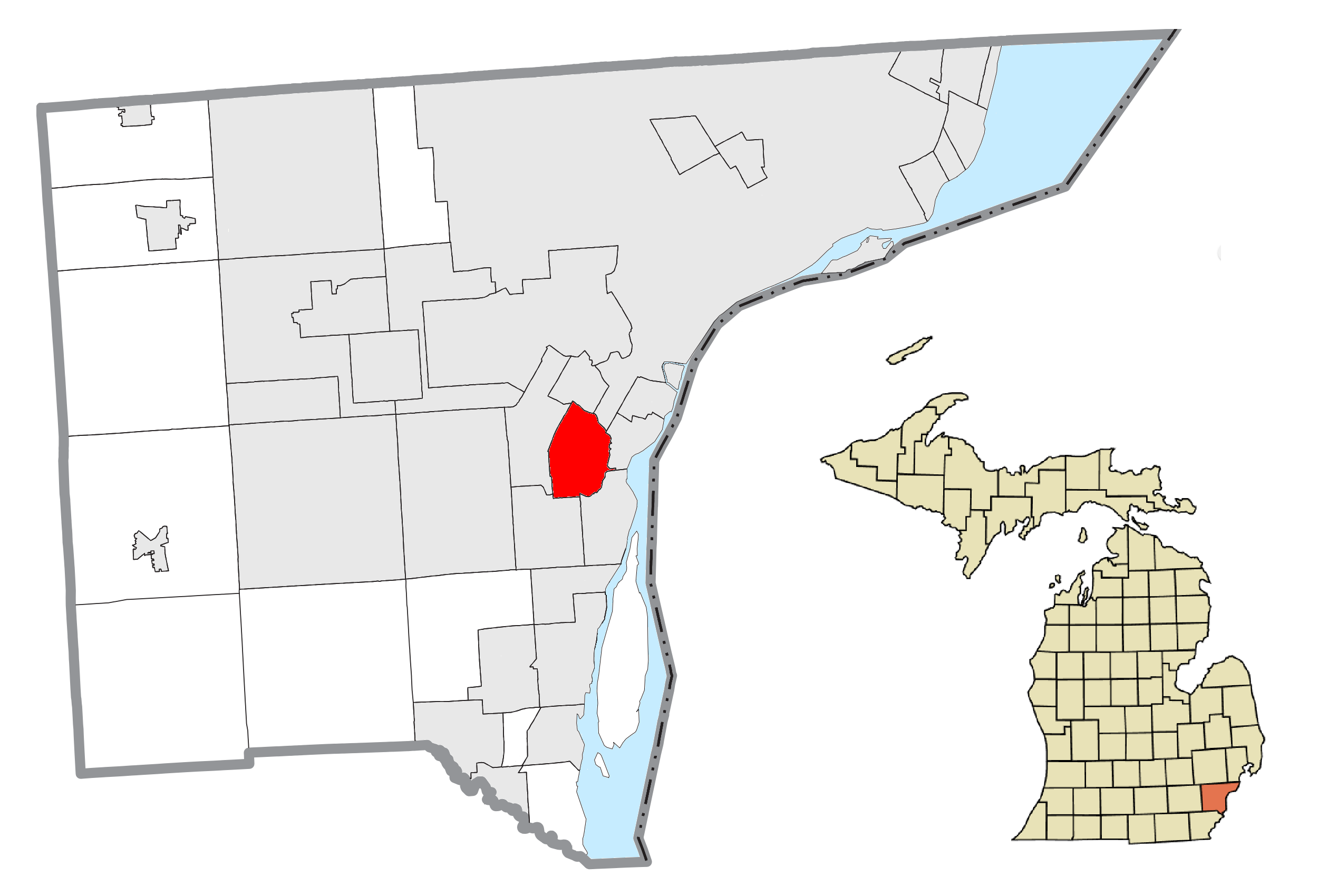

링컨파크(Lincoln Park)는 미국 미시간주 웨인군의 도시이다. 2010년 미국 인구 조사 기준 인구 수는 38,144명이다.
링컨파크는 메트로 디트로이트 내 다운리버 커뮤니티의 일부로 간주된다.

## 인구
| 인구조사              | 인구   | Note | %±     |
| --------------------- | ------ | ---- | ------ |
| 1930년                | 12,336 |      | —      |
| 1940년                | 15,236 |      | 23.5%  |
| 1950년                | 29,310 |      | 92.4%  |
| 1960년                | 53,933 |      | 84.0%  |
| 1970년                | 52,984 |      | −1.8%  |
| 1980년                | 45,105 |      | −14.9% |
| 1990년                | 41,832 |      | −7.3%  |
| 2000년                | 40,008 |      | −4.4%  |
| 2010년                | 38,144 |      | −4.7%  |
| 2020년                | 40,245 |      | 5.5%   |
| U.S. Decennial Census |        |      |        |